# 辉发河上游石棚墓
辉发河上游石棚墓是“巨石文化”墓葬遗址。石棚墓，是用6块石板砌成的长方形墓室。其铺地面是一完整石板，四壁石板高2.4米。呈长方形，上盖石板，长8.6，宽5.7米，厚0.7米，体积34.31立方米。其墓葬方式古已有载。